# Pfarrkirche Untertauern

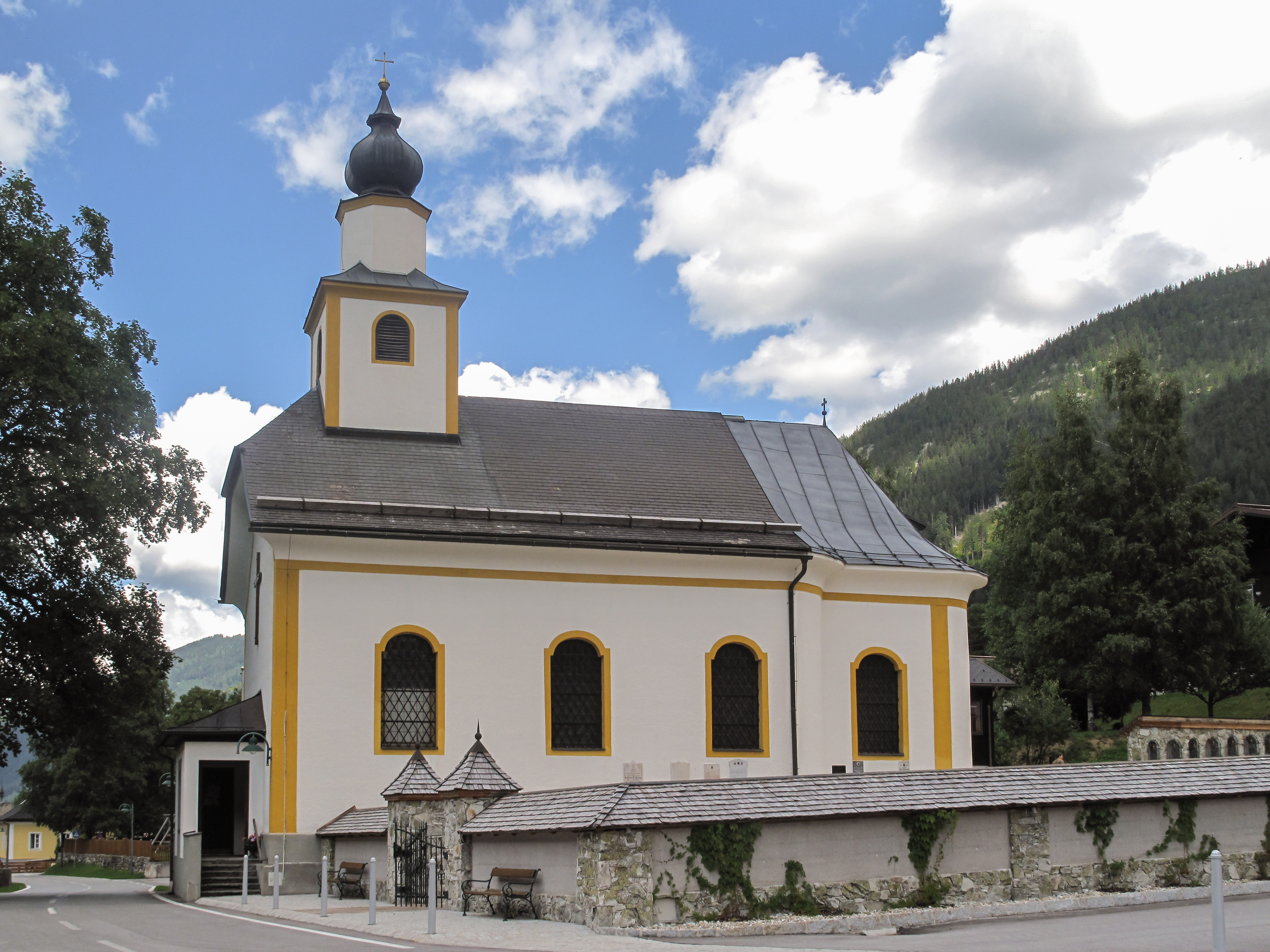
Kath. Pfarrkirche hl. Josef in Untertauern

Die römisch-katholische Pfarrkirche Untertauern steht im Ort Untertauern in der Gemeinde Untertauern im Bezirk St. Johann im Pongau im Land Salzburg. Die Pfarrkirche hl. Josef gehört zum Dekanat Altenmarkt in der Erzdiözese Salzburg. Die Kirche steht unter Denkmalschutz.

## Geschichte
Die Kirche wurde 1743 mit dem Hofbauverwalter Johann Kleber erbaut und 1745 geweiht. 1835 wurde ein Friedhof begonnen. 1891 wurde die Kirche zur Pfarrkirche erhoben. 1957 war eine Restaurierung. 1962 war eine Innen- und 1979 eine Außenrestaurierung mit dem Dachreiter.

## Architektur
Kirchenäußeres
An der kleinen barocken Kirche ist nordseitig der Pfarrhof angebaut. Der schlichte Außenbau mit umlaufender Hohlkehle und einem abgewalmten Satteldach hat ein östliches Langhaus und einen eingezogenen Chor mit abgerundeten Ecken und einen geraden Chorschluss. Im Süden ist ein rechteckiges Eingangsportal. Der verputzte Dachreiter hat Rundbogenschallfenster und einen achteckigen Aufsatz mit einem Zwiebelhelm. Die Sakristei ist Teil des nordseitig angebauten Pfarrhofes.

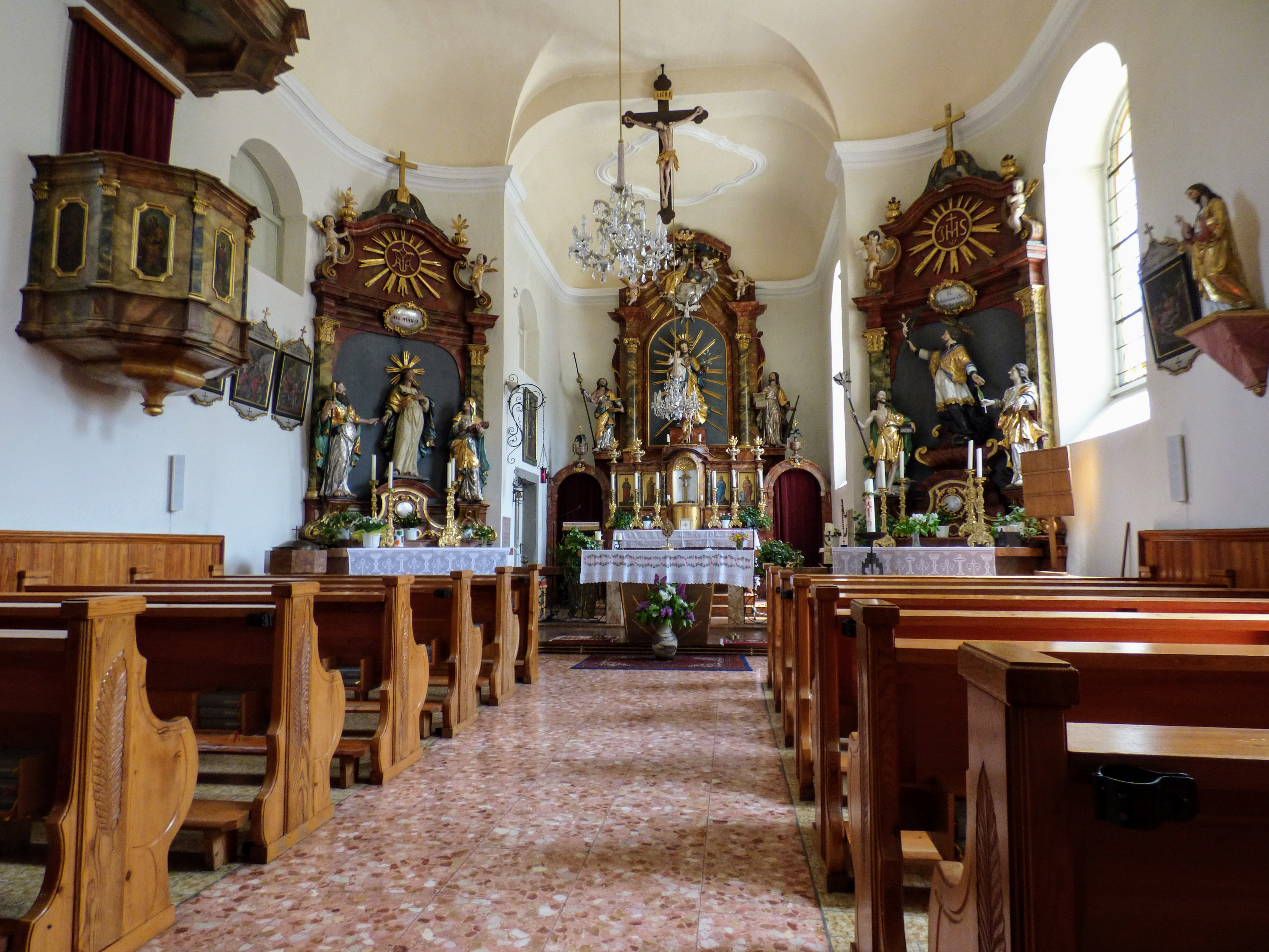
Kircheninneres
Das einschiffige dreijochige Langhaus und der einjochige Chor haben ein profiliertes Gesims und abgeflachte Tonnengewölbe. Im Westen ist eine Empore. Im Chor ist ein Stuckspiegel und der Zugang zur Sakristei ist links und über dem Zugang ist ein Oratoriumsfenster.

## Ausstattung
Der Hochaltar mit Opfergangsportalen hat einen Aufbau von Peter Basler (1840). Der Tabernakel mit bereitgestellten Seitenteilen wurde aus der ehemaligen 1785 aufgelassenen Kapuzinerkirche in Tamsweg hierher übertragen und hat drehbare Bilder der vier Evangelisten von Johann Fuchs (1888) und beinhaltet rückseitig Reliquiare. Der zurückgesetzte Aufbau des Hochaltars trägt die barocke Figur Josef von 1745 und im Aufsatz unter einem Baldachin ein Schnitzwerk Gottvater und Heiliger Geist mit einem Engel aus der Mitte des 18. Jahrhunderts.
Die Seitenaltäre aus dem 18. Jahrhundert tragen links Maria, Joachim und Anna, und rechts Johannes Nepomuk und seitlich Johannes der Täufer und Johannes Evangelist.
Die fünfeckige Kanzel mit einem Schalldeckel aus dem 18. Jahrhundert zeigt in den Füllfeldern Christus als Guter Hirte und die Evangelisten. Das Hängekruzifix ist aus dem 18. Jahrhundert. 
Die Orgel baute Louis Mooser (1850) und erhielt einen Umbau durch Mauracher (1897).
Der Taufstein ist von 1963.
Es gibt zwei Grabsteine, Johann Schiffer 1760 und Josef Polz 1793.